# Les Villages de l'Arche
Les Villages de l'Arche sont un ensemble de 7 gratte-ciel de bureaux situés dans le quartier d'affaires de La Défense près de Paris, en France (précisément à Puteaux). Construits en 1994 par Roland Castro et Sophie Denissof, ils comptent une superficie totale de 84 000 m2.
Ils accueillent notamment une partie des locaux de l'entreprise Orange.